# Гектар

Гектар

Гекта́р (от греч. ἑκατόν «сто» + ар; русское обозначение: га; международное: ha) — внесистемная единица измерения площади, равная площади квадрата со стороной 100 м: 1 га = 1 гм² = 10 000 м² = 100 дам² = 100 а (соток) = 0,01 км². Кратная единица единицы площади ар.
Единица «гектар» и его международное обозначение «ha» были приняты Международным комитетом мер и весов в 1879 году. В настоящее время гектар допущен Международным комитетом мер и весов для использования вместе с единицами Международной системы единиц (СИ).
В России гектар допущен к использованию в качестве внесистемной единицы без ограничения срока с областью применения «сельское и лесное хозяйство». Международная организация законодательной метрологии (МОЗМ) в своих рекомендациях относит гектар к единицам измерения, «которые могут временно применяться до даты, установленной национальными предписаниями, но которые не должны вводиться, если они не используются».

## Описание
В России гектар является наиболее часто используемой единицей измерения площади земли, особенно сельскохозяйственной. В России также часто употребляется термин «сотка»: одна сотка (100 м²) равна одной сотой части гектара, то есть одному ару.
На территории РСФСР (и впоследствии СССР) единица «гектар» была введена в практику после Октябрьской революции 1917 года вместо десятины. Для перевода использовалось соотношение 1 га = 11⁄12 десятины.
Сокращение «га» уже с 1930-х годов входит в устную речь, например, у Мандельштама в «Стансах» 1935 года: «Сухая влажность чернозёмных га».

## Визуализация
Установленный Международным союзом регби максимальный размер поля для игры в регби, включая зачётные зоны позади ворот — 144×70 м, что составляет 1,008 га.
Футбольное поле для международных матчей имеет рекомендуемые размеры 105×68 м, что составляет 0,714 га.
Круг площадью в 1 гектар имеет радиус около 56,4 м.